# 蛇王滿
蛇王滿是一間原位於廣東省廣州市荔灣區的風味蛇餐館，曾经誉满省港澳，原門牌漿欄路41號。
老鋪由廣東南海大瀝（東荔莊村）人吳滿於1887年創立，初址城西新基正中約，取店名蛇王滿，為廣州第一間專營蛇類製品的店號，經營自製蛇膽陳皮米酒、蛇膽川貝末酒、三蛇酒和蛇湯。
1938年，廣州淪陷時，西關大火，西至鎮安路東至榮街一帶（現文化公園全址）全被焚毀，蛇王滿亦在其中。次年，吳滿與夥伴吳楫川合作，在槳欄路41號重豎“蛇王滿”的招牌。佛山分店則由女兒吳桂荷經營。1950年9月，吳滿因病辭世，終年九十四歲。

## 變遷
1949後，許多蛇餐酒樓的老闆已遷住海外，1952年政府把槳欄路的聯春堂、廣杏林等蛇餐館合併入蛇王滿。合併後的“蛇王滿”以原聯春堂的師傅馬法為主廚，集眾家蛇餐店的廚師精英及菜式精華於一堂。五十年代初期，朱光任廣州市市長時，常邀貴賓到蛇王滿吃蛇，並特撰寫一首讚美“蛇王滿”的詞———
|  | 廣州好，佳饌世傳聞，宰割烹調誇妙手，飛潛動植味奇芬，龍虎會風雲。 |

1966年文革開始後蛇王滿被改名為衛東飯店，意思是保衛毛澤東。1971年恢復原名。
90年代餐館著名的蛇類菜肴有龍虎鳳、雙龍爭明珠、煎釀鮮蛇脯、燒鳳肝蛇片、龍虎鳳大翅等。1999年餐館停業。現時變成服飾店鋪。

## 軼事
吳滿鄉下大瀝當地，現有俗語蛇王滿派米，意為好人難做，30歲以上的大瀝人仍然會講。據同村老伙計回憶，吳滿晚年回鄉，約80歲開始每年做壽，就在村中祠堂派米予同村窮困者，後來傳開，連周邊村的人都來要米（無法滿足），有分不到米的人就此在壽宴上譏言相對。俗語由此形成。